# Bosaso
Bosaso (ou Bossaso en somali) située au nord-est de la Somalie, sur les côtes du Golfe d'Aden. Le nom arabe de la ville est Bender Qassim.

## Géographie
La ville est située au sud du Golfe d'Aden, dans la région autonome du Pount, au nord de la Somalie.

## Économie

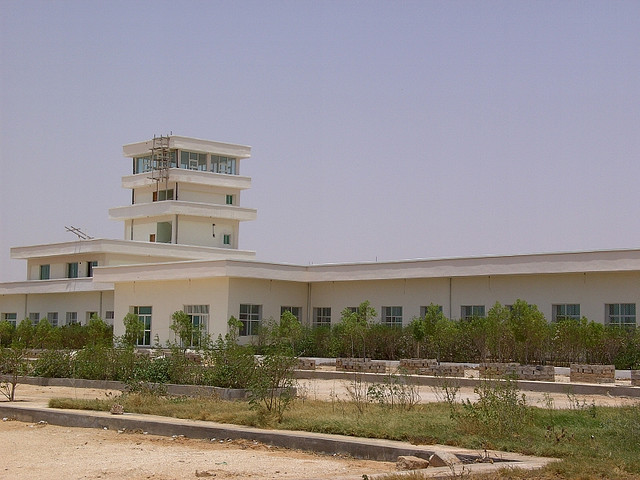
L'aéroport international Bender Qassim en 2007.

La principale activité économique de Bosaso est la pêche.
Bosaso est un des hauts lieux de la piraterie à travers le monde. En 2008, on y a enregistré 90 prises d'otages de navires, dont les voiliers français Ponant et Carré d'as.

## Histoire

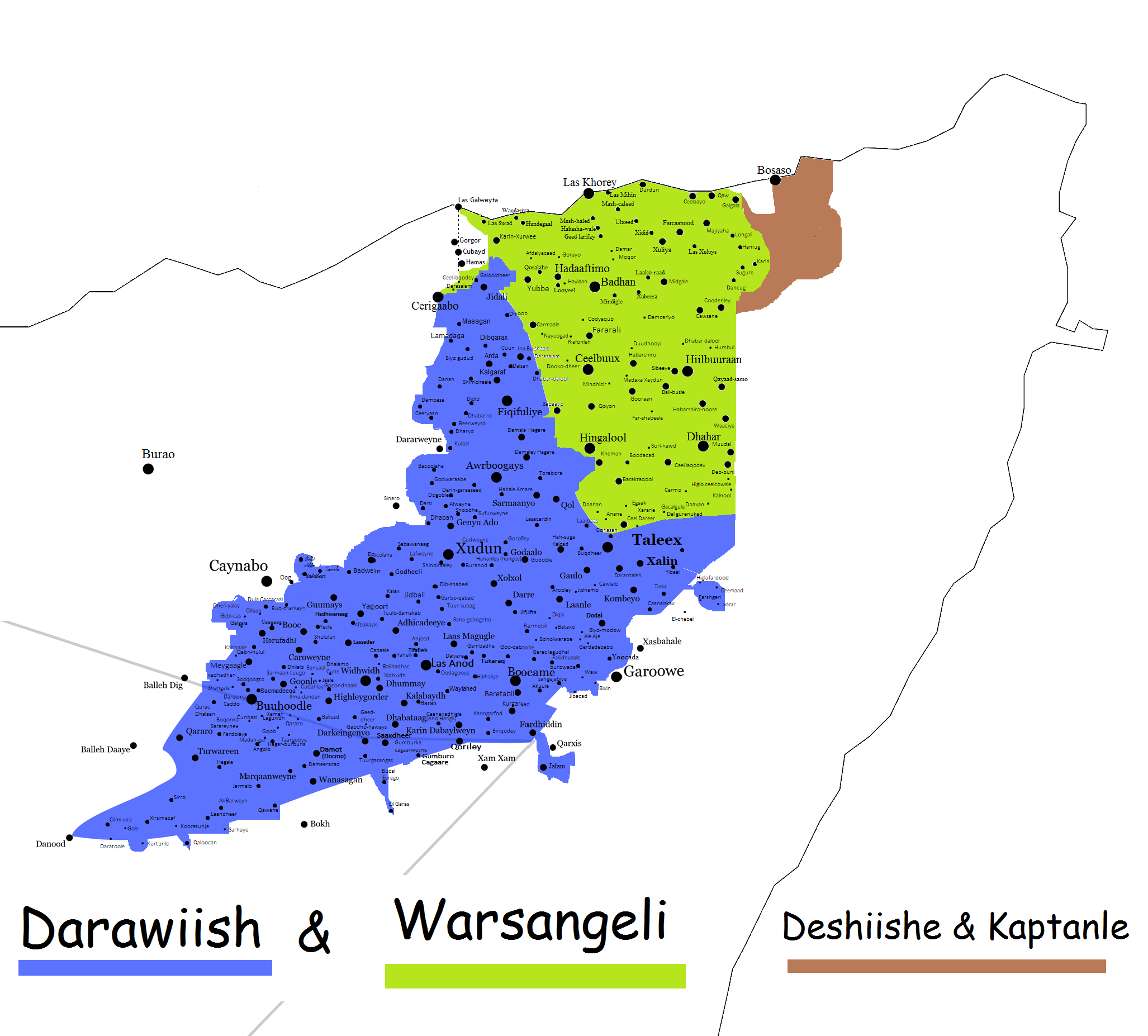
bosaso tribu

Le Périple de la mer Érythrée indique que les commerçants de la Grèce antique naviguaient à Bossasso, fournissant des notes sur l'emplacement stratégique et géographique de la zone actuelle Bosaso, qui était connu comme Moxylon, Mosylon ou Mosullon, dans l'Antiquité.
Bosaso était auparavant connu sous le nom de Bandar Qassim, un nom dérivé d'un commerçant somalien du même nom installé dans la région au cours du XIVe siècle. Qassim est également soupçonné de correspondre à une figure mythique du nom de Kaptanleh. La ville a donc été d'abord appelé Bandar Qassim après son fondateur ("ville Qassim"), puis, plus tard surnommée Bosaso. Cette histoire est, cependant, purement spéculative. Historiquement, Bosaso a été un bastion Harti Darod, et se leva comme un avant-poste du littoral de leur sultanats [3].
Avec le début de la guerre civile somalienne et la formation ultérieure du Puntland dans le milieu des années 1990, Bossasso est devenue la capitale administrative et commerciale des régions du nord de la Somalie. Ces dernières années, il a servi comme une station de ravitaillement pour le transport maritime entre la Mer Rouge et les ports du Golfe Persique, et est aussi devenu un important point d'entrée commerciales. Le principal port de la ville a été construite par l'administration Siad Barré au milieu des années 1980 le long d'une autoroute à deux voies pour les expéditions de bétail annuel au Moyen-Orient.

## Démographie
950 000 habitants en 2015 (pour la plupart les anciens habitants Hartis Darod de la ville de Mogadiscio qu'ils ont dû quitter en 1991). Cette ville a un problème pour l'approvisionnement en eau et en électricité.